# Janko Leskovar
Janko Leskovar (12. prosince 1861 Valentinovo, Chorvatsko – 4. února 1949 Valentinovo) byl chorvatský učitel a spisovatel.

## Život
Janko Leskovar se narodil ve Valentinovu u Pregradu v rodině Ivana Leskovara. S manželkou Terezijí měl dceru Irenu Venkovou.
Absolvoval učitelský ústav a jako učitel působil na různých místech Chorvatska a Slavonie, od roku 1900 působil v Karlovaci.
Jeho nejznámějším dílem je román Misao na vječnost, který vyšel v roce 1891 v časopise Vijenac.
Povídky a novely Leskovarovy, k nimž dlužno na prvním místě (vedle Propadlých dvorů) počítati Poslie nesreče, Katastrofa, Jesenji cvietci, Sjene Lubavi aj., jsou po stránce formální umělecky vybroušeny a mají dramaticky stručný, malebný sloh.
František Sekanina
Rodný dům Janko Leskovara ve Valentinovu zůstal zachován.

## Dílo

### Výběr
- Misao na vječnost – 1891
- Propali dvori: pripovijest – Zagreb: Matica Hrvatska, 1896
- Pripoviesti – Zagreb: izdanje Hrvatskog izdavalačkog bibliografskog zavoda, 1944
- Djela – Jure Turić, Janko Leskovar, Josip Draženović; uredio i predgovor napisao Ivo Frangeš; bibliografija radova pisaca i i literatura o njima Ivo Frangeš, Mirko Cerovac, Dragutin Tadijanović. Zagreb: Zora, 1953
- Izabrana djela – priredio Cvjetko Milanja. Zagreb: Matica Hrvatska, 1997

### V češtině
- Propadlé dvory: povídka – přeložil Jan Hudec. Praha: Jan Otto, 1905[2]
- Myšlenka na věčnost – př. Jan Hudec; in: 1000 nejkrásnějších novel... č. 20. Praha: J. R. Vilímek, 1912